# 헬렌 매디슨
헬렌 매디슨(Helene Madison, 1913년 6월 19일 ~ 1970년 11월 27일)은 미국의 수영 선수이다. 1932년 로스앤젤레스 올림픽에서 3개의 자유형 금메달 획득으로 이탈리아의 체조 선수 로메오 네리와 더불어 경기의 최고 성공적 선수가 되었다.
위스콘신주 매디슨 출신으로 1930년과 1931년에 16개월 동안 여러 거리에서 16개의 세계 기록을 깼다. 올림픽에 이어 영화 《인간 물고기》와 《전사의 남편》에 나왔고, 프로로 전향하면서 1936년 베를린 올림픽에 참가하지 못하게 되었다.
수영 경력 후에 수영 강사, 백화점 판매원, 간호원 같은 직에 종사하였다. 3번의 이혼과 홀로 살면서, 시애틀에서 인후 암으로 사망하였다.
1992년 미국 올림픽 명예의 전당에 헌액되었다.

## 같이 보기
- 올림픽 다관왕 목록
- 올림픽 수영 여자 메달리스트 목록
- 수영 자유형 100m 세계 기록 추이
- 수영 자유형 200m 세계 기록 추이
- 수영 자유형 400m 세계 기록 추이
- 수영 자유형 800m 세계 기록 추이
- 수영 자유형 1500m 세계 기록 추이
- 수영 계영 400m 세계 기록 추이